# Tuhfa Fozilova
Tuhfa Fozilova (en tayiko: Тӯҳфа Фозилова) (1917-3 de febrero de 1984) fue una actriz y cantante tayika de la época soviética. Durante su carrera operística actuó como soprano lírica.
Fozilova nació en el seno de una familia de clase trabajadora de Konibodom, y comenzó su carrera en esa ciudad, en los grupos de aficionados havaskoron. El primer papel que interpretó fue el principal de Lolakhon, de Komil Yashin. En 1933 se incorporó al Teatro Musical de Taskent, pero al año siguiente regresó al Teatro Dramático y Musical de Leninabad. Al año siguiente se trasladó a Dusambé, entonces llamada Stalinabad, y comenzó a trabajar en la promoción de la ópera y el ballet tayikos. En esta época, interpretó el papel principal de Halima, de Ghulam Zafari, y Gulchira en Arshin Mal Alan, de Uzeyir Hajibeyov. En 1941 ingresó en el Partido Comunista de la Unión Soviética. A continuación interpretó otros papeles, como el de Qumri en Lola, de Sergey Balasanian y Samuil Urbakh; Gulizor y Nushofarin en El levantamiento de Vose y Kaveh el herrero, ambas de Balasanian; y el papel principal en Razia, de Ziyodullo Shahidi, entre otros. En 1949 se trasladó a la Academia Estatal de Arte Dramático de Lahuti, donde interpretó, entre otros, el papel de Guli en Alisher Navo'i, de Uighun e Izzat Sulton, y tres papeles en obras de Sadriddin Ayni y Jalol Ikromi, Mahtob en Unfulfilled Girl, Gulnor en Dokhunda, y Poshokhon en Burning Hearts. También apareció en varias películas producidas por Tajikfilm. Nombrada Artista del Pueblo de la URSS en 1957, recibió el Premio Estatal Rudaki en 1979; otras condecoraciones que recibió durante su carrera son la Orden de Lenin y la Orden de la Bandera Roja del Trabajo. Fozilova murió en Dusambé. El teatro de Konibodom lleva su nombre en su honor. En 2017, el festival teatral bienal de Dusambé se dedicó en parte al centenario de su nacimiento.